# ぼくと仁義なきおじさん
『ぼくと仁義なきおじさん』（ぼくとじんぎなきおじさん）は、百世渡による日本の漫画。『少年ジャンプ+』（集英社）にて、2022年12月3日より2023年10月21日まで連載。

## 登場人物
関根勇飛（せきねゆうひ）
本作の主人公。一人称はぼく。小学5年生。伯父の関根航太朗と暮らしている。小学生ながら落ち着いており、貫禄がある。5年3組。

蒼井洋海（あおいひろみ）
おじさん。眞開組の構成員であり、通称「龍氷の蒼井洋海」。極道だが心優しくぼくと仲良くしている。かわいいものと甘いものが好き。部屋はかわいいぬいぐるみでいっぱい。お菓子作りが得意。33歳。

関根航太朗（せきねこうたろう）
ぼくの伯父。勇飛のことを溺愛しており、勇くんと呼んでいる。クマ専（クマみたいに大きな人が好き）である。トランスジェンダーであり、女性の服装をしているときは「まりん」と名乗っている。ゲイバー蜂の巣で働いている。40代。

関根佳織（せきねかおり）
勇飛の母親。

雷太（らいた）
眞開組の構成員であり、洋海をアニキと呼んでいる。

夢乃（ゆめの）
春徳高校に通っている。雷太の妹。パパ活をしていた。蒼井洋海のことが好き。

リン
春徳高校に通っている。夢乃の先輩。

野沢幸仁（のざわゆきひと）
短期のバイトを転々としている。夢乃のパパ活の相手。岳下商事の大林傭介（おおばやしようすけ）と名乗っていた。

木島（きじま）
眞開組の構成員であり、サングラスをかけている。原田と同格。

原田（はらだ）
眞開組の構成員であり、娘を溺愛している。船太郎と雷太の上司。

原田胡桃（はらだくるみ）
原田の娘。ポメわんと鰤キュア（ぶりキュア）が好き。5歳。勇飛と結婚すると言い、父の原田と勇飛のことが好きな朱音をヤキモキさせた。

立花朱音（たちばなあかね）
緑山中学校に通っている。勇飛より３つ年上。勇飛のことが好き。作るより食べる方が好き。

立花綾子（たちばなあやこ）
朱音の母親。お酒に強い。39歳。

大倉雅樹（おおくらまさき）
41歳。朱音の父親。今は離婚して離れて暮らしている。

武ちー（たけちー）
勇飛のクラスメイト。

結愛（ゆあ）
朱音とおなじ中学に通っている。

勝悟（しょうご）
結愛が想いを寄せている。

尊（たける）
勇飛の同級生。

下田（しもだ）
勇飛の同級生。4年生の時クラスメイトだった。

河合（かわい）
勇飛の同級生。4年生の時クラスメイトだった。

相原楓音（あいはらかのん）
勇飛の同級生。下田と河合から勇飛を守った。

紫村（しむら）
眞開組に借金をしている。

麗子（れいこ）
ゲイバー蜂の巣のママ。料理が上手。

桃（もも）
ゲイバー蜂の巣で働いている。実家が金持ち。

## 書誌情報
- 百世渡 『ぼくと仁義なきおじさん』 集英社 〈ジャンプコミックス+〉、全4巻
  1. 2023年3月3日発売[1][4]、ISBN 978-4-08-883417-7
  2. 2023年5月2日発売[5]、ISBN 978-4-08-883538-9
  3. 2023年9月4日発売[6]、ISBN 978-4-08-883715-4
  4. 2023年11月2日発売[7]、ISBN 978-4-08-883807-6